# Francis Matthey
Francis Matthey (Le Locle, 17 juli 1942 – 20 maart 2025) was een Zwitsers politicus voor de Sociaaldemocratische Partij (SP/PS).

## Biografie

### Afkomst
Francis Matthey was afkomstig uit Le Locle. Hij studeerde economie en was 1968 tot 1976 directeur territoriale ontwikkeling van het kanton Neuchâtel.

### Politicus

#### Federale politiek
Matthey was van 1987 tot 1995 lid van de Nationale Raad.  Hij was in die hoedanigheid voorzitter van de buitenlandcommissie. Op 3 maart 1993 werd hij verkozen tot lid van de Bondsraad, al weigerde hij zijn verkiezing evenwel vanwege een intern partijconflict binnen de SP/PS; velen wensten immers een vrouw verkozen te zien. In zijn plaats werd uiteindelijk Ruth Dreifuss verkozen.

#### Kantonnale politiek
Francis Matthey was van 1988 tot 2001 lid van de Staatsraad van Neuchâtel. Hij beheerde eerst het departement van Financiën en later het departement van Economie. Van 1 juni 1990 tot 31 mei 1991, van 17 mei 1993 tot 31 mei 1994 en van 1 juni 1998 tot 31 mei 1999 was hij voorzitter van de Staatsraad.

### Overige
Van 1976 tot 1980 was Francis Matthey gemeenteraadslid en van 1980 tot 1988 burgemeester van La Chaux-de-Fonds. 
Daarnaast was hij voorzitter van het organiserend comité voor de Expo.02, die in Neuchâtel, Biel/Bienne, Yverdon-les-Bains en Morat werd gehouden.
Matthey overleed in maart 2025 op 82-jarige leeftijd.